# Epistreptus oscenus
Epistreptus oscenus är en mångfotingart som beskrevs av Filippo Silvestri 1897. Epistreptus oscenus ingår i släktet Epistreptus och familjen Spirostreptidae. Inga underarter finns listade i Catalogue of Life.